# Wapniarka

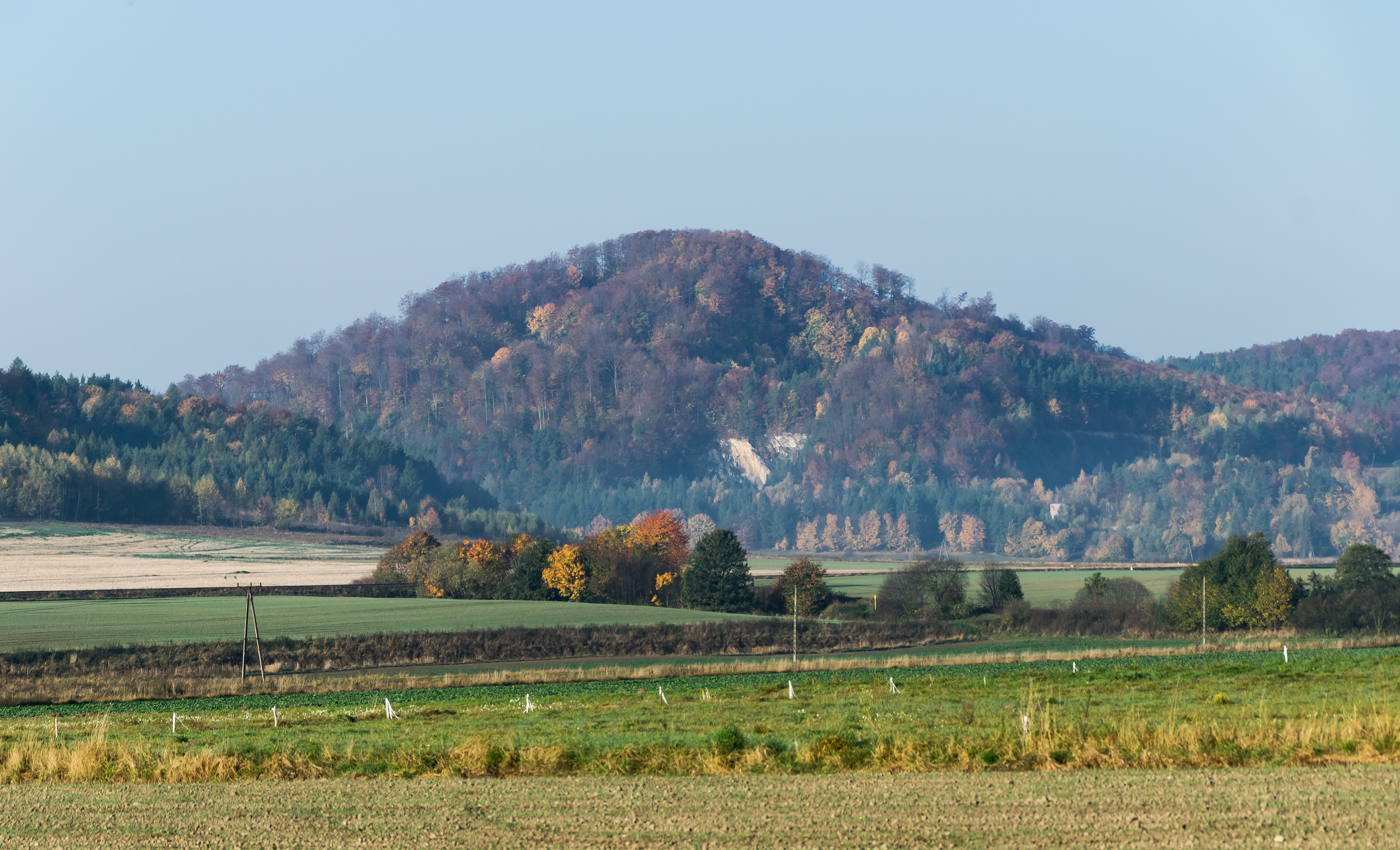
Wapniarka od wschodu

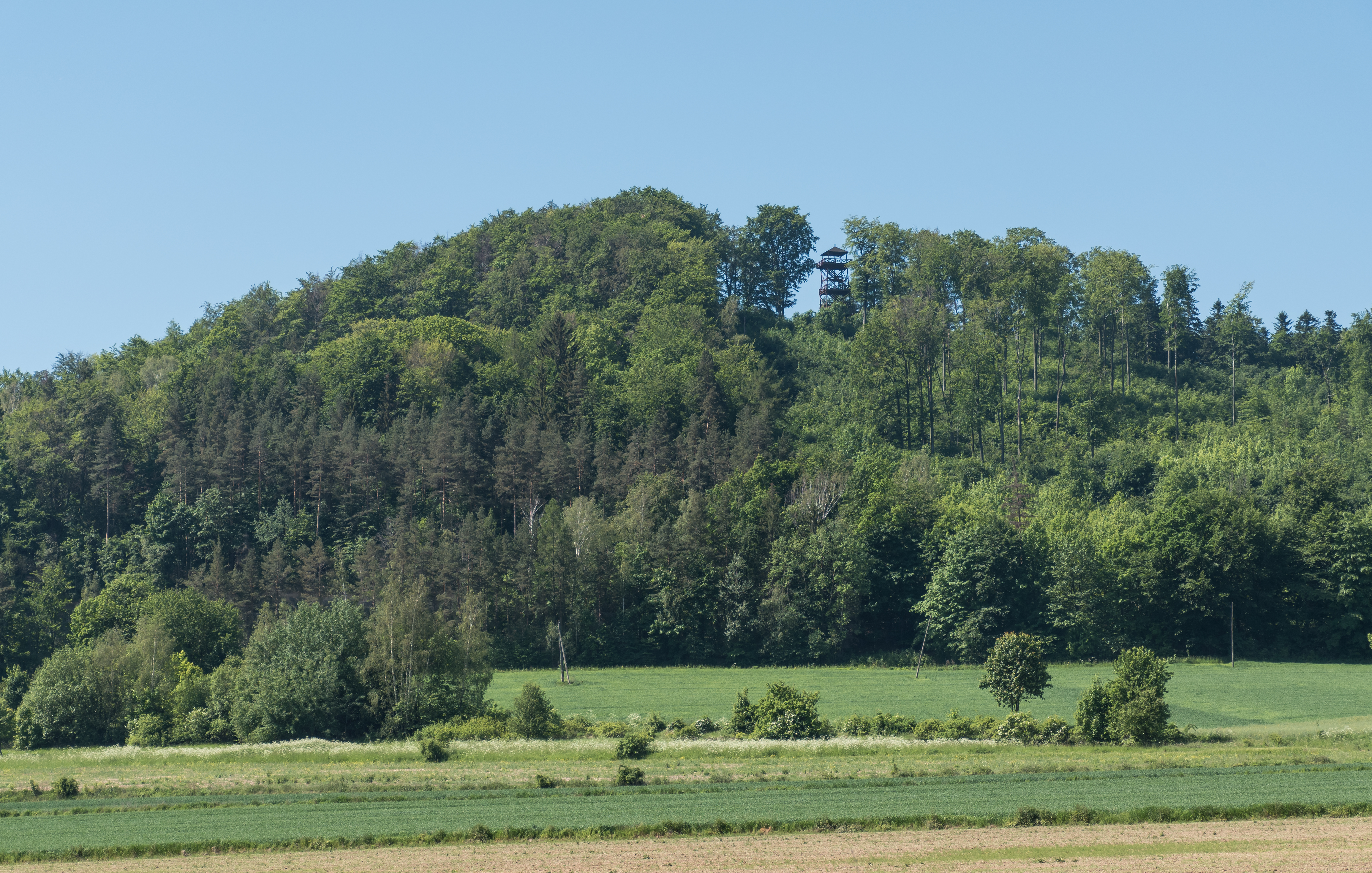
Centralna część wzniesienia

Wapniarka albo Bielica – wzniesienie 532 m n.p.m. w południowo-zachodniej Polsce w Sudetach Wschodnich, w Masywie Śnieżnika – Krowiarkach.

## Położenie
Wzniesienie położone w Sudetach Wschodnich, w północno-zachodniej części Masywu Śnieżnika, na północno-zachodnim grzbiecie odchodzącym od Śnieżnika, w północno-zachodniej części Krowiarek, około 1,8 km na południowy zachód od miejscowości Żelazno. Po południowo-zachodniej stronie góry, położona jest miejscowość Mielnik.
Niewielkie wzniesienie w środku Kotliny Kłodzkiej, w kształcie kopca, o dość stromych zboczach i wyraźnie podkreśloną częścią wierzchołkową i wieżą widokową na szczycie, co czyni wzniesienie rozpoznawalnym w terenie. Ku północnemu zachodowi łączy się z Dębową, a na południowym wschodzie Przełęcz Mielnicka oddziela ją od Mrówczyńca. Przez przełęcz przebiega droga z Kłodzka do Międzylesia (z Wrocławia do Brna). Do przełęczy dochodzą od południa zabudowania wsi Mielnik.

## Budowa geologiczna
Wzniesienie o zróżnicowanej budowie geologicznej, zbudowane ze skał metamorficznych należących do metamorfiku Lądka i Śnieżnika – głównie łupków łyszczykowych, a podrzędnie z wapieni krystalicznych – marmurów kalcytowych i dolomitowych serii strońskiej, które występują w formie kilku soczew o gubości kilku-kilkudziesięciu metrów i długości do kilkuset metrów. Występujące tu wapienie krystaliczne mają barwę białą lub różową, są średnio- i grubokrystaliczne. Na szczycie i na zboczach wśród lasu, występują pojedyncze wapienne skałki.

## Roślinność
Wzniesienie prawie w całości zajmuje las mieszany regla dolnego, zbocza południowo-zachodnie i północno-wschodnie, poniżej wysokości 400 m n.p.m., zajmują łąki i częściowo pola uprawne. Niewielkie powierzchnie porośnięte są roślinnością kserotermiczną. Na górze Wapniarka znajdują się najcenniejsze w Krowiarkach fragmenty ciepłolubnej buczyny storczykowej związek Cephalanthero-Fagion, które są silnie zagrożone zniszczeniem i znajdują się poza jakąkolwiek formą ochrony. Na podłożu bogatym w węglan wapnia występuje bogata flora.

## Historia
Na północno-wschodnim, wschodnim i południowo-wschodnim zboczu i u podnóża znajdują się wyrobiska po dawnych kamieniołomach wapienia krystalicznego (marmuru). Większe są kilkupoziomowe. Wysokość ścian w najwyższym miejscu dochodzi do 80 metrów. Na północnym zboczu stoi ruina wapiennika, a w lasach natknąć się można na liczne hałdy. Tutejsze wapienie krystaliczne przerabiane były na wapno palone – budowlane oraz nawozowe. W 2025 wzgórze objęto ochroną w ramach rezerwatu przyrody Krowiarki.

## Wieża widokowa

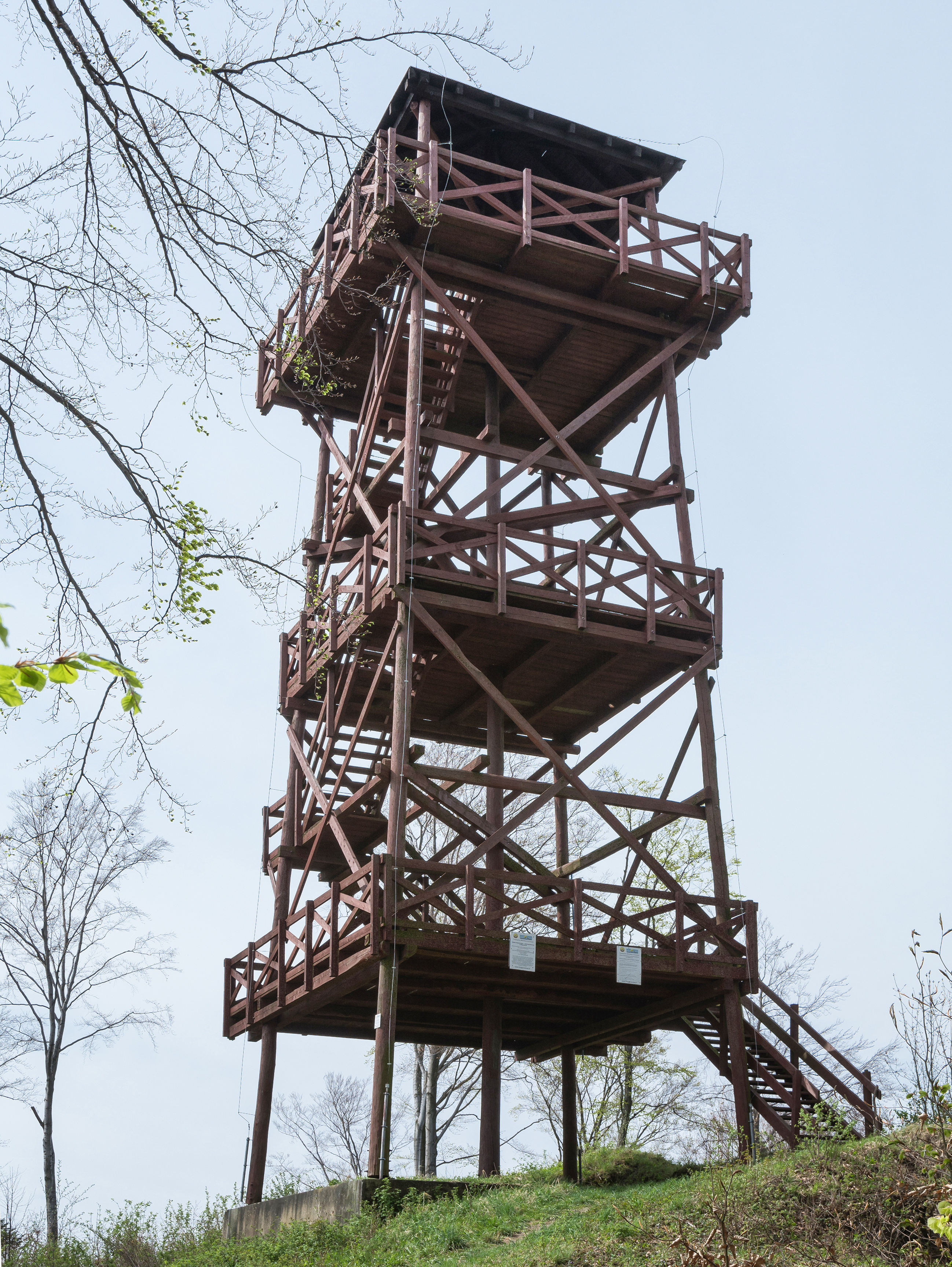
Wieża widokowa na Wapniarce

Na szczycie Wapniarki stały wcześniej kolejno dwie wieże widokowe wzniesione przez Niemców. Obie zostały zniszczone. Pierwszą wieżę widokową wybudowano w roku 1889, była to wieża drewniana, która w 1925 roku została zniszczona przez piorun. W tym samym roku przez Kłodzkie Towarzystwo Górskie (niem. Glatzer Gebirgsverein) wieża została odbudowana. Decyzja o jej odbudowie zapadła 31.01.1925 w hotelu w Ołdrzychowicach. Głównym sponsorem był właściciel krosnowickiej przędzalni bawełny Meier-Kaufmann. Wieża rozpadła się od uderzenia pioruna i ze starości w latach 70. XX wieku.
Trzecią z kolei w tym miejscu drewnianą wieżę widokową, planowano otworzyć 23 września 2007. Ostatecznie 15-metrową wieżę z trzema tarasami oddano do użytku w połowie grudnia 2008, do jej wzniesienia wykorzystano żelbetowe elementy podstawy poprzedniej konstrukcji.

## Turystyka
Przez szczyt przechodzi  szlak turystyczny z Romanowa do Bystrzycy Kłodzkiej.